# San Didero
San Didero é uma comuna italiana da região do Piemonte, província de Turim, com cerca de 414 habitantes. Estende-se por uma área de 3,28 km², tendo uma densidade populacional de 126 hab/km². Faz fronteira com Condove, Bruzolo, San Giorio di Susa, Borgone Susa, Villar Focchiardo. O nome é uma corruptela de São Desidério.

## Demografia
| Variação demográfica do município entre 1861 e 2011                               |
|                                                                                   |
| Fonte: Istituto Nazionale di Statistica (ISTAT) - Elaboração gráfica da Wikipedia |